# Puy de la Vache
Le puy de la Vache est un volcan basaltique de la chaîne des Puys, dans le Massif central en France.

### Situation géographique

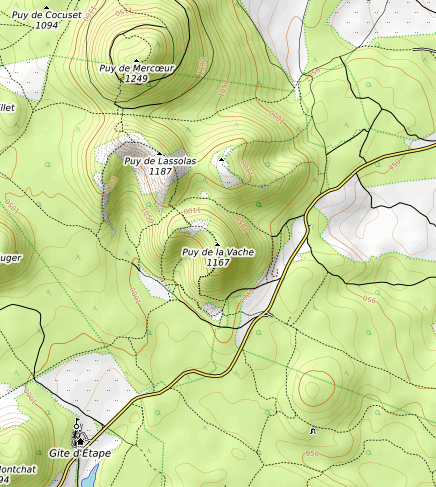
Carte topographique du puy de la Vache.

## Géographie

### Topographie
Le puy de la Vache est situé sur la commune de Saint-Genès-Champanelle, au sud-ouest de Clermont-Ferrand. Il culmine à 1 167 mètres d'altitude. Sa principale coulée de lave, conjointe à celle du puy de Lassolas est dénommée cheire d'Aydat. Elle a créé, en barrant des vallées, différents lacs dont le lac de la Cassière au nord et le lac d'Aydat au sud dans la vallée de la Veyre.

## Géologie
Avec son jumeau le puy de Lassolas, ils forment deux volcans monogéniques, c'est-à-dire nés d'un seul épisode éruptif, de type strombolien. Ils forment deux cônes de scories, dont la couleur va du rouge (pour celles restées exposées à la chaleur du cratère, qui a favorisé leur oxydation) au noir.
Leur coulée de lave conjointe (cheire d'Aydat) a parcouru quinze kilomètres vers le sud-est, atteignant les sites actuels des villes de Saint-Saturnin et Saint-Amant-Tallende. Les scories retombées sur le dos de la coulée en ont rendu la surface chaotique.
Il est possible de trouver sur ce site de rares phénocristaux (grands cristaux contenus dans une roche volcanique).

## Histoire

### Histoire géologique
Âgés de 8 400 ans, ils constituent les plus jeunes volcans de la chaîne des Puys.
Nés de la même fissure éruptive, ils affichent la même forme égueulée vers le sud. La forme égueulée d'un cratère est due à l'émission d'une coulée de lave simultanément à la projection des scories. La coulée emporte alors les scories à la manière d'un tapis roulant, empêchant le cratère de se refermer d'un côté.

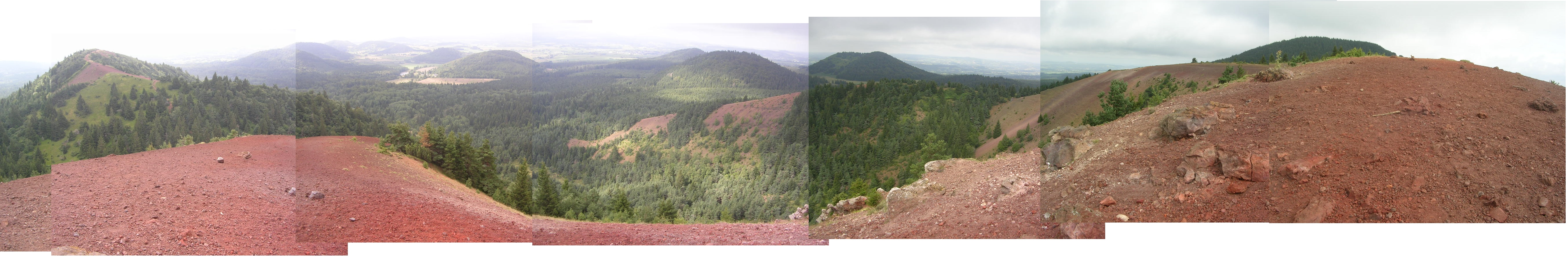
Vue panoramique depuis le puy de Lassolas, vue sur le puy de la Vache à gauche.